# Лісабонський океанаріум
Лісабонський океанаріум (порт. Oceanário de Lisboa) — це океанаріум в Лісабоні, Португалія. Він розташований в Парку Націй (порт. Parque das Nações), який у 1998 році послужив виставковим комплексом для проведення всесвітньої виставки Expo '98. Це найбільший критий акваріум в Європі.

## Архітектура
Концептуальний дизайн Лісабонського океанаріуму, його архітектурне планування та створення виставкової конструкції проводилися під керівництвом Пітера Чермаєффа із архітектурної фірми Peter Chermayeff LLC, ще коли він представляв Cambridge Seven Associates. Кажуть, що океанарій своїм виглядом та формою нагадує авіаносець, і вбудований у пірс на водах внутрішнього моря. Варто зауважити, що Чермаєфф є також дизайнером акваріума Осаки (Kaiyūkan) — одного з найбільших акваріумів у світі — та багатьох інших акваріумів по цілому світі.

## Експонати

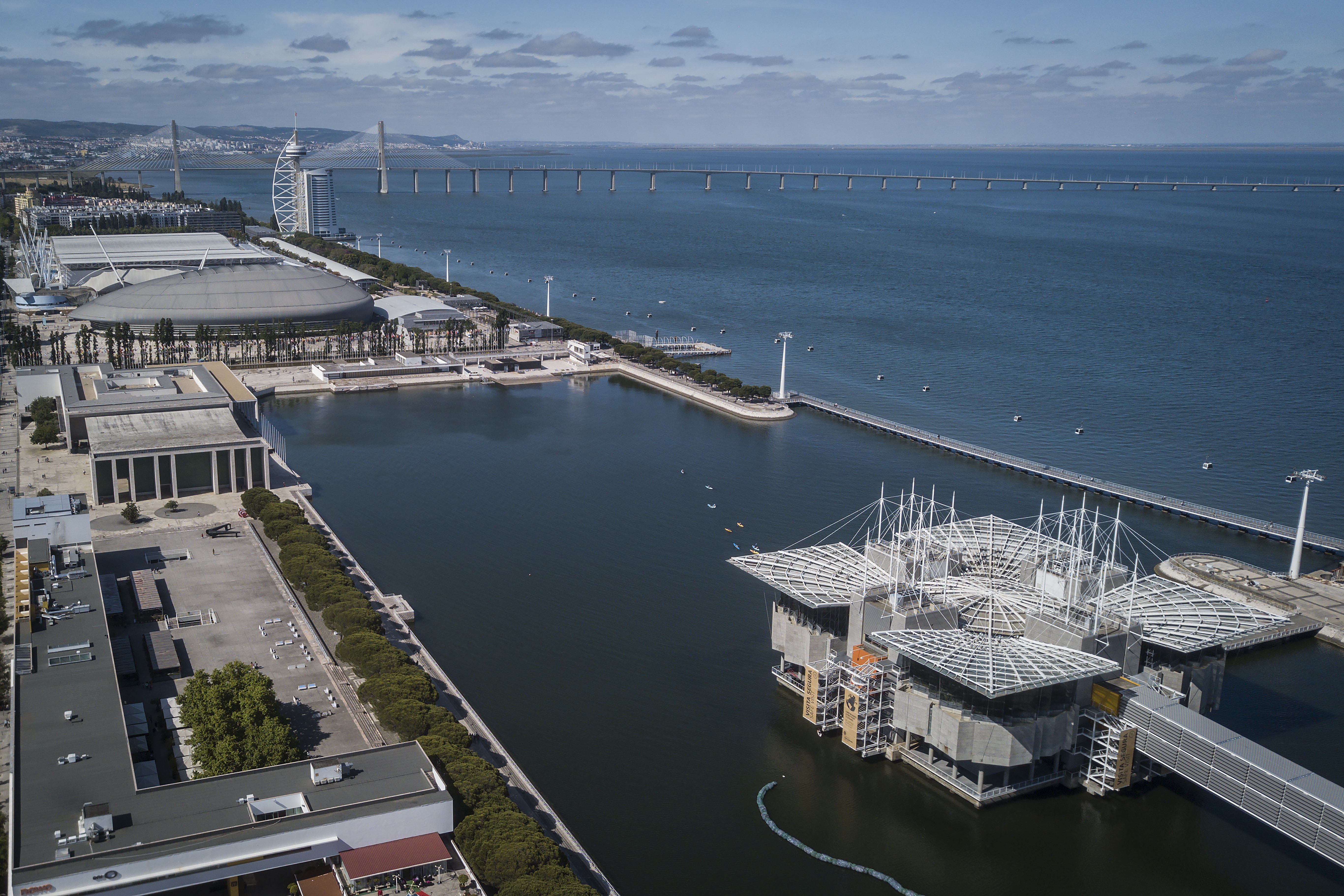
Вигляд океанаріуму з повітря

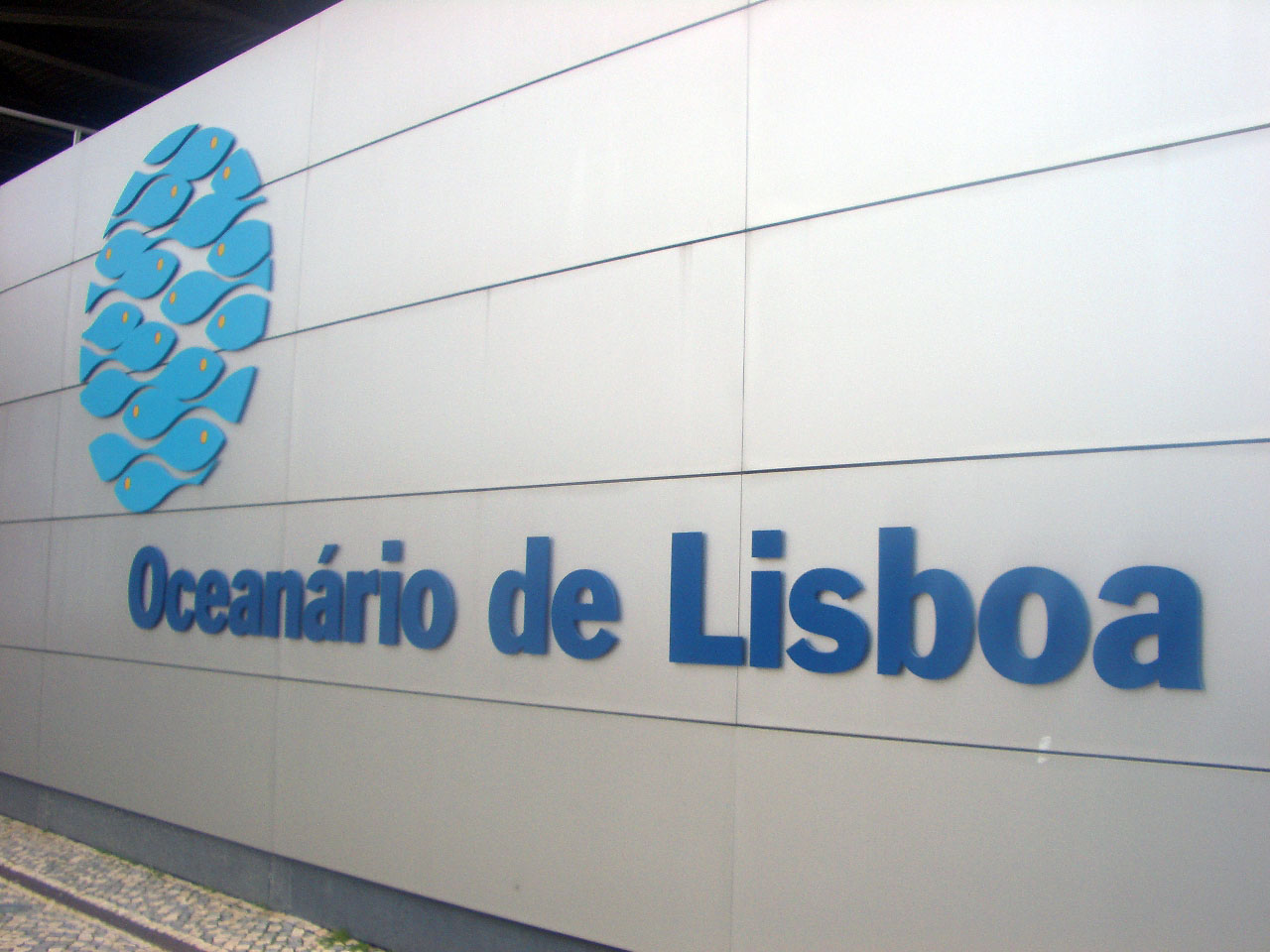
Вхід до океанаріуму.

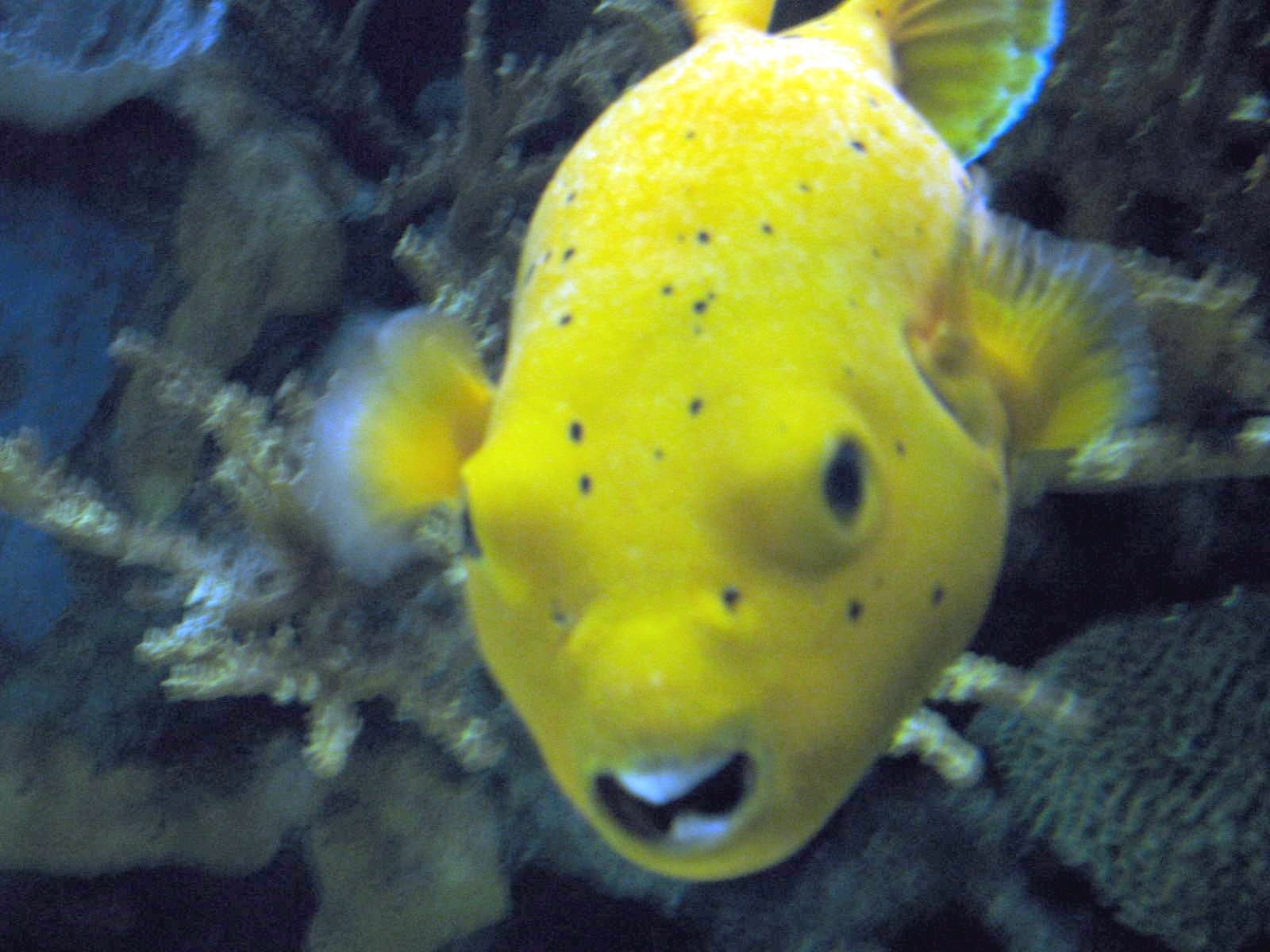
Arothron nigropunctatus

Лісабонський океанаріум має велику колекцію морських видів тварин, до яких належать: пінгвіни, мартини та інші види птахів; калани (ссавці); акули, скати, химери; морські коники та інші кісткові риби; ракоподібні; морські зірки, морські їжаки та інші голкошкірі; медузи, актинії, корали та інші кнідарії; восьминоги, каракатиці, морські равлики та інші молюски; земноводні; морські рослини, наземні рослини та інші морські організми, що налічують близько 16 000 особин та 450 видів.
Найцікавішою експозицією океанаріуму є велетенський резервуар-акваріум, площею у 1000 м2 та об'ємом у 5000 м3, із чотирма великими (49 м2) акриловими вітринами по боках, а також багатьма меншими вікнами, розташованими по всьому периметру акваріума спеціально для того, аби привертати до нього якнайбільше уваги відвідувачів та зробити його постійною складовою виставкового простору. Його глибина становить 7 метрів, що дозволяє мешканцям пелагіалю плавати вище за тих, хто проживає й плаває ближче до дна, тим самим створюючи ілюзію відкритого океану. У цьому акваріумі зібрані морські тварини близько 100 видів з усього світу, зокрема — акули, скати, баракуди, групери та муренові. Однією з головних родзинок виставки є велика риба-місяць.

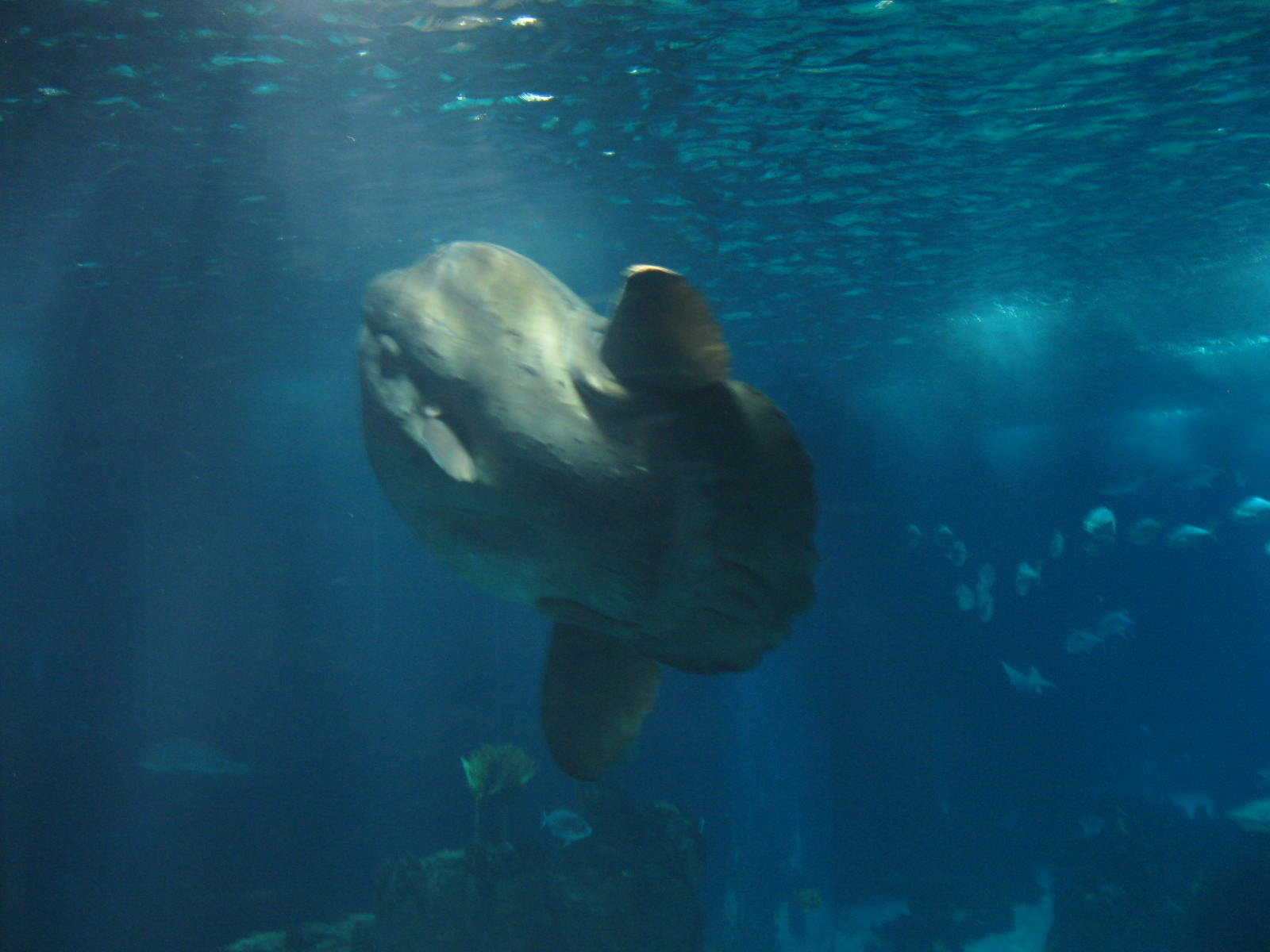
Риба-місяць

Чотири менших акваріуми навколо великого центрального резервуара відтворюють чотири різні середовища проживання, із представниками притаманної для цих середовищ флори та фауни: у них відтворені середовища кам'янистого узбережжя Північної Атлантики, берегової лінії Антарктики, лісів водоростей Помірного Тихоокеанського регіону, та коралових рифів Індійських тропіків. Ці резервуари відділені від центрального гігантського акваріума лише великими прошарками акрилу — аби забезпечити ілюзію єдиного, суцільного великого резервуара. По всьому першому поверху розкидані ще 25 дрібніших, тематичних акваріумів, кожен з яких містить окреме середовище проживання із своїми, особливими характеристиками.
Лісабонський океанаріум є одним з небагатьох акваріумів в світі, який є сприятливим для утримування тут риби-місяць, зважаючи на унікальність їх середовища проживання та надзвичайно високі вимоги до нього. До інших цікавих видів належать два великі морські павуки (краби) та два калани, яким присвоїли імена Ейсебіо та Амалія — на честь двох португальських сучасних діячів культури.